# كيني رايت
كيني رايت (بالإنجليزية: Kenny Wright)‏ (1 أغسطس 1985 في المملكة المتحدة - ) هو لاعب كرة قدم بريطاني في مركز الهجوم. لعب مع نادي ماذرويل ونادي سترنرير ‏ وإلغين سيتي ‏ وCarluke Rovers F.C. ‏ ونادي اربوراث وForth Wanderers F.C. ‏ ونادي ألبيون روفرز وShotts Bon Accord F.C. ‏ وThorniewood United F.C. ‏.

## وصلات خارجية
- كيني رايت على موقع قاعدة بيانات كرة القدم.إي يو (الإنجليزية)
- كيني رايت على موقع Soccerbase.com (لاعب) (الإنجليزية)